# Байкальская рифтовая зона

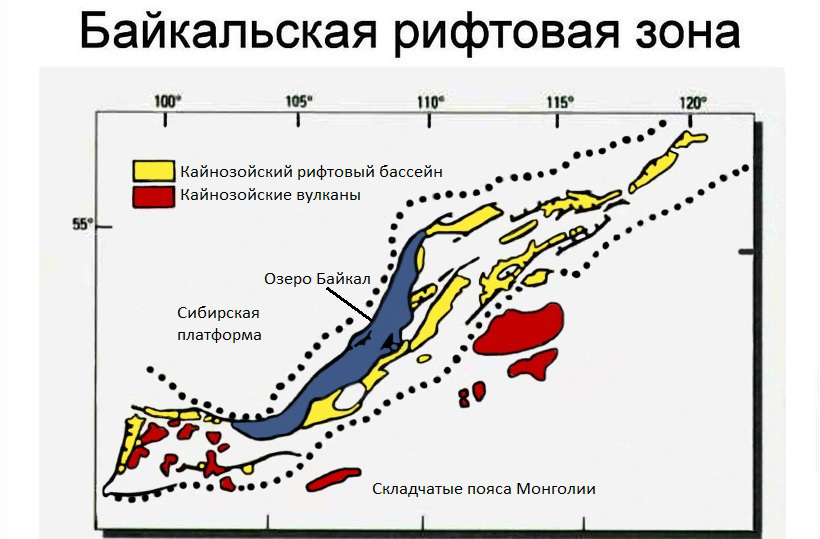
Карта-схема Байкальской рифтовой зоны

Байка́льская ри́фтовая зо́на (БРЗ), или Байкальская рифтовая система — глубинный разлом земной коры в континентальной части Евразии, простирающийся с юго-запада на северо-восток; он же — дивергентная граница. Самая крупная в России и вторая по величине на суше в мире. Протяженность в длину около 2000 км, тепловой поток в 2-3 раза выше фона.

## География, геология

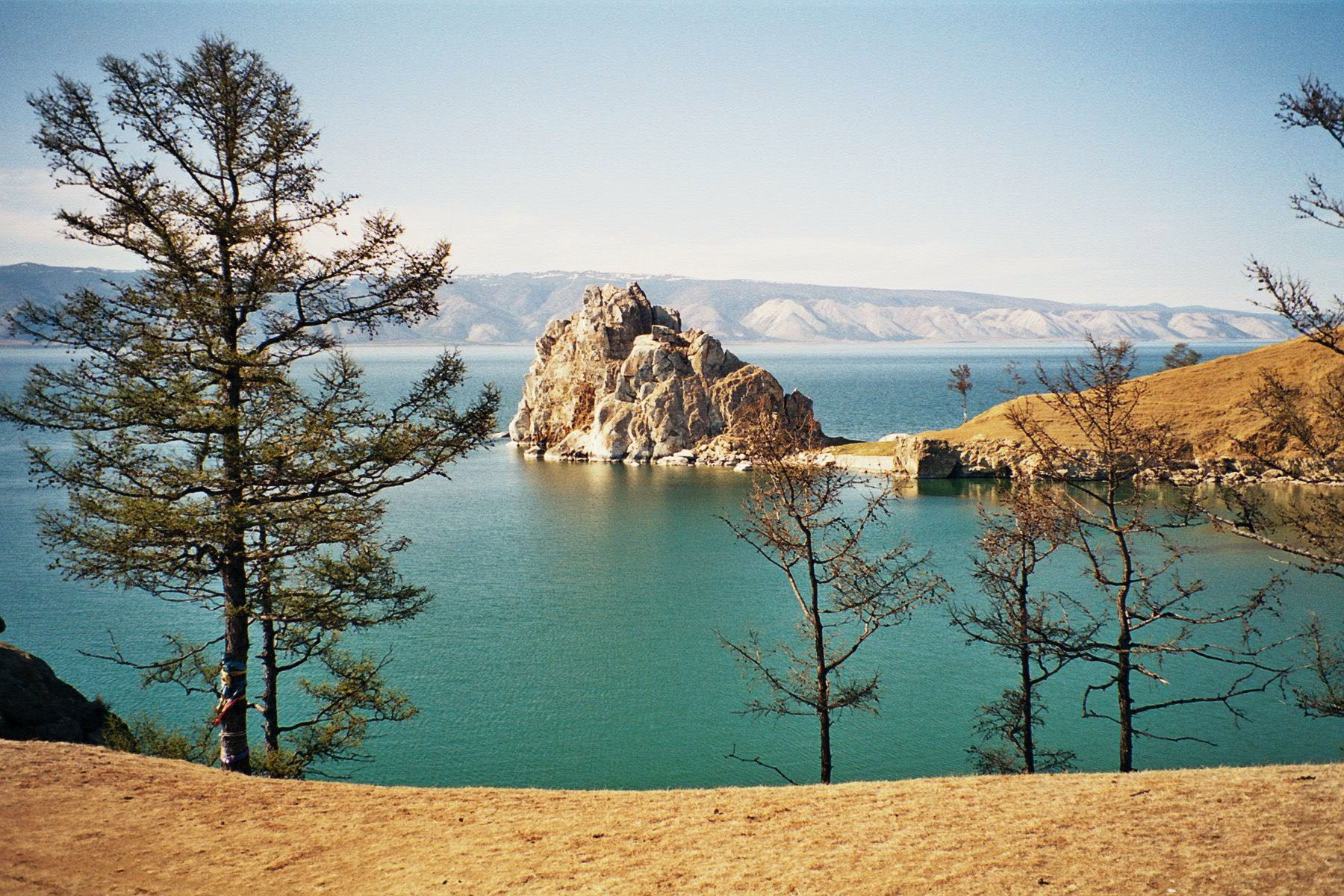
Озеро Байкал, расположенное в Байкальской рифтовой зоне

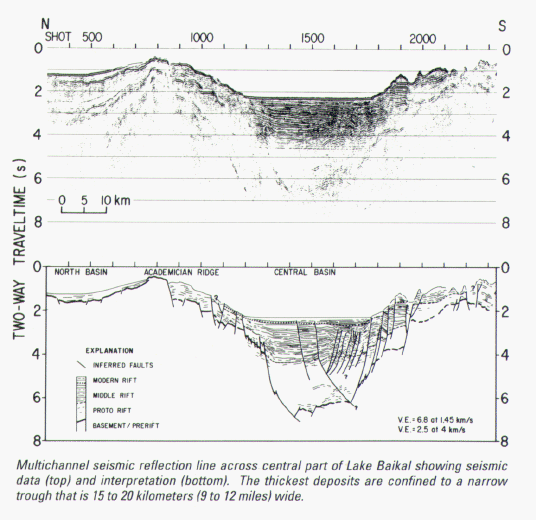
Профиль Байкальской рифтовой зоны, полученный с помощью сейсмографии

Центральную часть рифта занимает пресное глубоководное озеро Байкал. Предположительно в рифтовой зоне происходит расхождение земной коры. На западе рифта расположена Евразийская плита, которая начинается на озере с западной стороны Байкала от города Слюдянка и посёлка Култук. А с востока его ограничивает Амурская плита, движущаяся от рифта в сторону Японии со скоростью около 4 мм в год. Характеризуется высокой сейсмической активностью, наличием вулканов и горячих источников, приуроченных к системе глубинных разломов. Это самая крупная «живая» тектоническая структура Евразийского континента.
В зоне находятся, в частности Северо-Муйский и Муяканский хребты.
Земная кора в районе Байкальского рифта утончена. Горячие источники присутствуют как на дне озера, так и на земной поверхности. При прокладке Северомуйского тоннеля были вскрыты разломы, по которым в штольни большими объёмами стала поступать горячая вода из глубин Земли, что крайне усложнило постройку тоннеля. Признаков вулканической активности в непосредственной близости от береговой линии Байкала не обнаружено. В четвертичное время современный вулканизм проявлялся неподалёку от озера и, вероятно, связан с рифтовой зоной.

## Вулканизм Байкальской рифтовой зоны
В Байкальской рифтовой зоне широко представлен современный вулканизм послеледникового периода неоген-четвертичного времени. Он представлен лавовыми потоками и молодыми, часто — хорошо сохранившимися шлаковыми конусами. Юго-западнее озера Байкал на северном борту Тункинской котловины по левому берегу реки Иркут находится вулкан Черского, а также свежие следы вулканической деятельности других подземных очагов. Вулканическая зона на плато Удокан, лежит примерно в 400 км к северо-востоку от верхнего края озера; В горах Саяна находится вулканическое Окинское плато с вулканами Кропоткина, Перетолчина и утопленный в базальтовом потоке кратер вулкана «Старый». Собственно Окинское вулканическое плато образовано излившейся по трещине глубинного разлома базальтовым потоком длиною свыше 75 км, который заполнил полностью или частично долины рек Хи-Гол и Жом-Болок и излился в долину реки Оки (Саянской), прежде носившей у тувинцев название Ок-Хем, а у бурят — Аха. Далее к северо-западу от Окинского вулканического плато лежит обширная малоисследованая вулканическая область с большим количеством молодых вулканов постледникового возраста. В юго-западной части Байкальского рифта, на территории Монголии, находится озеро Хубсугул. Тункинская котловина, расположенная между озёрами Хубсугул и Байкал, является ныне незатопленной частью рифта — бывшим озером, подобным Байкалу и Хубсугулу, ложе которого в современное время заполнено делювиальными и аллювиальными отложениями, а также продуктами вулканической деятельности четвертичного возраста: излившимися базальтами и шлаками. Юго-западнее Тункинской вулканической области в долине реки Джиды находится ещё одна молодая одноименная вулканическая область отмеченная шлаковыми конусами. Восточнее озера Байкал по правой стороне долины реки Витим в его верхнем течении также обнаружены вулканические конусы и небольшие базальтовые потоки. Таким образом, в районе Байкальского рифта находится не менее пяти вулканических районов неоген-четвертичного времени:
- Саянский, включающий Окинское базальтовое плато
- Джидинский
- Тункинский с вулканом Черского
- Удоканский
- Витимский.

Предположительно, часть вулканических районов Монголии и Северного Китая также могут быть сформированы геофизическими процессами, идущими в Байкальском рифте.

## Происхождение рифта
Одни исследователи объясняют образование Байкальского рифта по механизму трансформного разлома, другие предполагают наличие под Байкалом мантийного плюма, третьи объясняют образование впадины пассивным рифтингом в результате коллизии Евразийской плиты и Индостана. Есть псевдонаучные предположения о том, что проседание впадины связано с образованием вакуумных очагов вследствие излияния базальтов на поверхность (четвертичный период). Байкальский рифт активен. В его окрестностях постоянно происходят землетрясения.
Наряду с Восточно-Африканским рифтом, Байкальский — ещё один пример дивергентной границы, расположенной внутри континентальной коры.

## Галерея

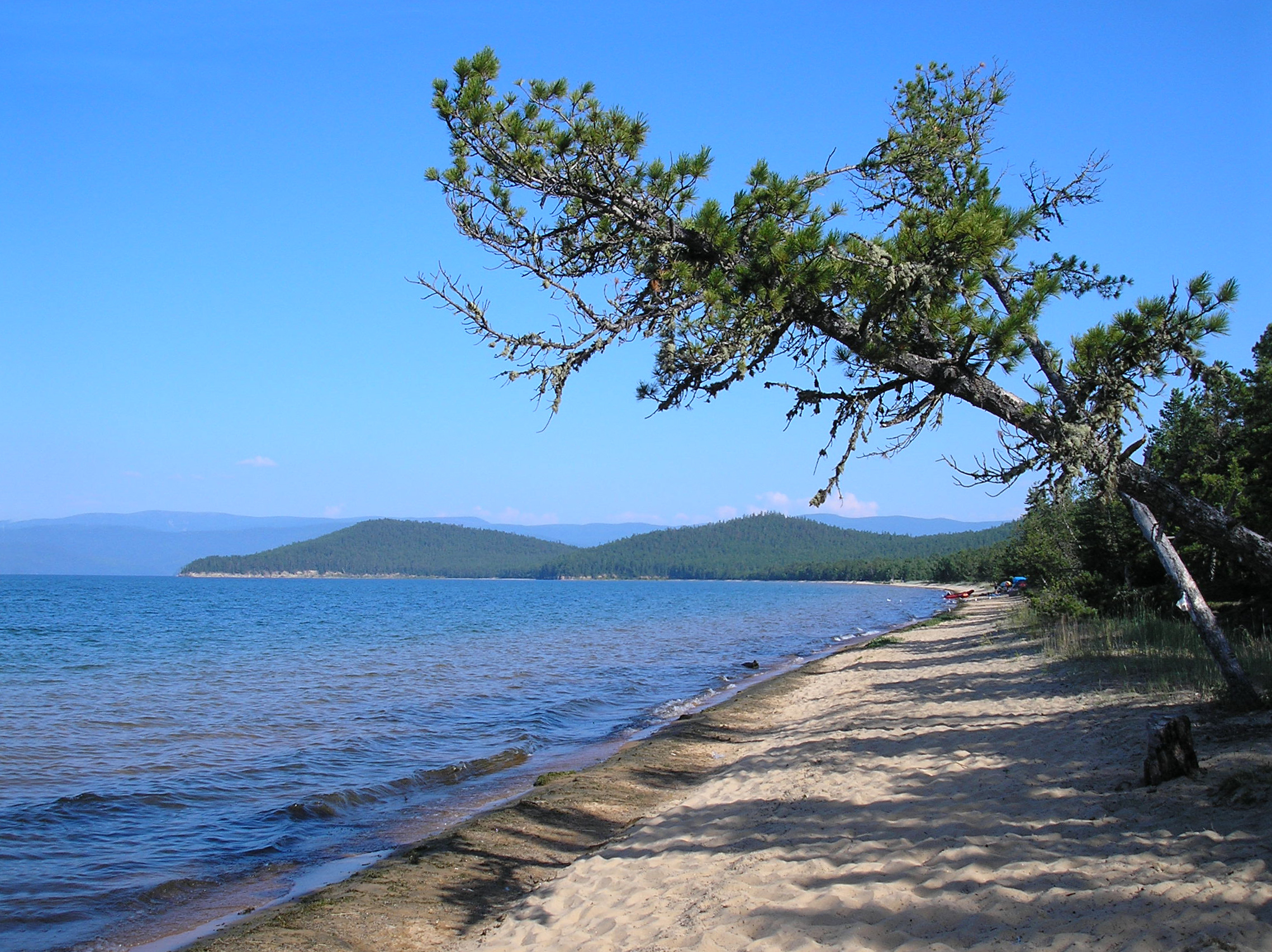
Основное озеро рифта - Байкал
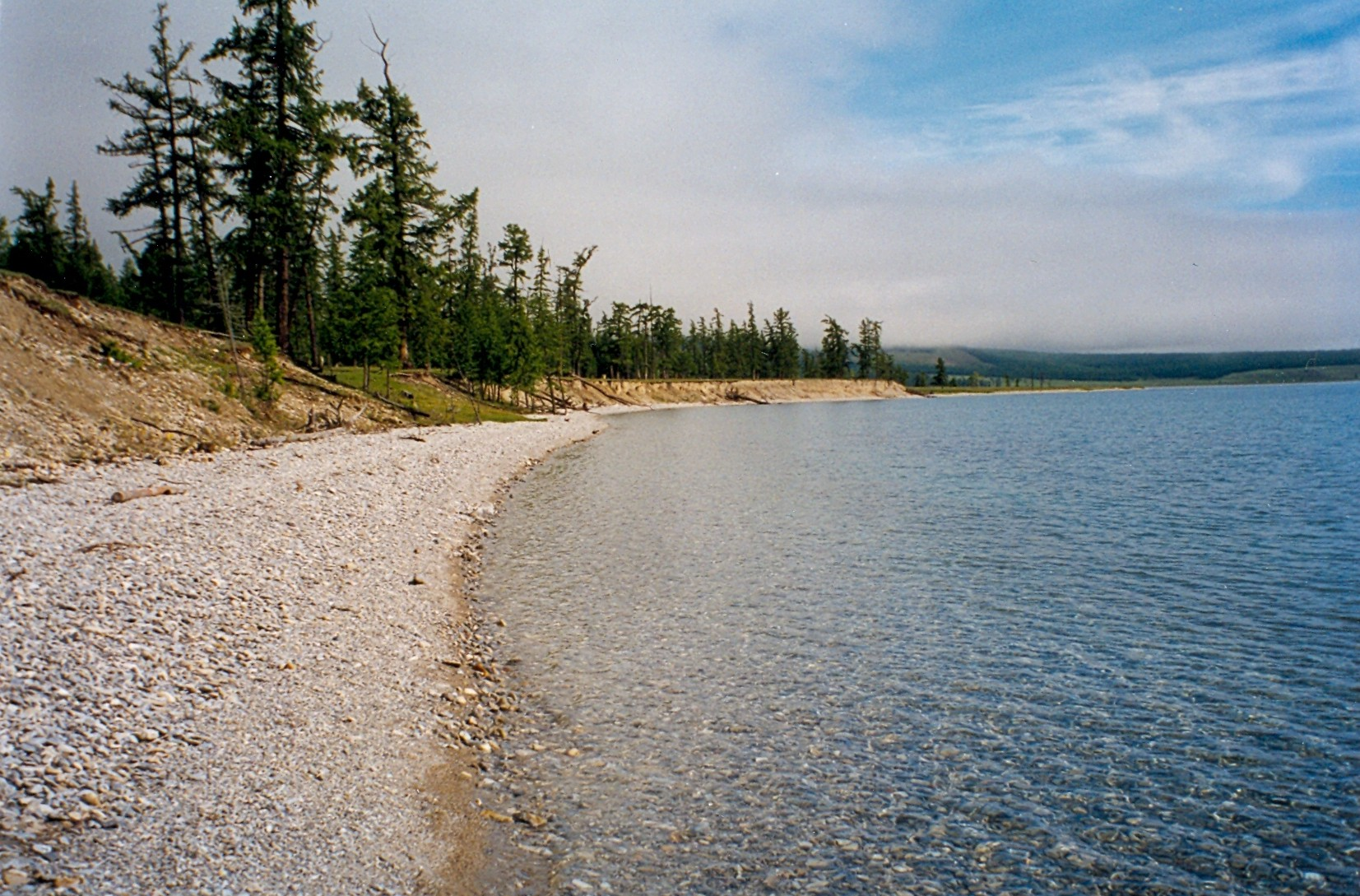
Озеро Хубсугул также расположено в области Байкальского рифта, на его юго-западной оконечности
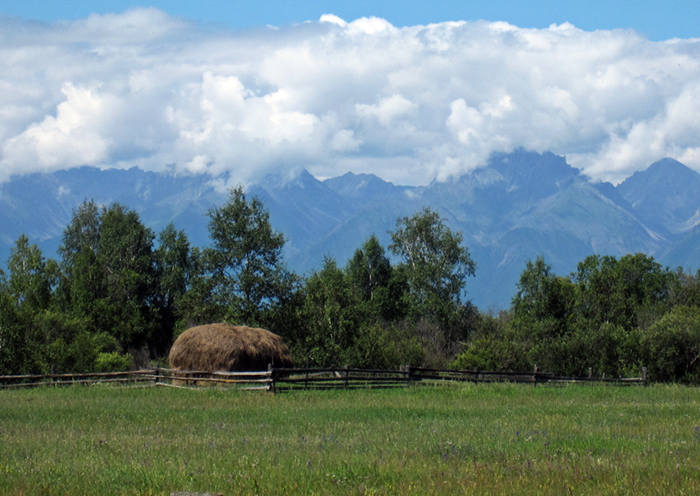
Между Байкалом и Хубсугулом находится незатопленный участок рифта - Тункинская котловина
Макет ложа озера Байкал. Экспонат Центрального Сибирского геологического музея. Новосибирский Академгородок